# Кундулун (Аларский район)
Кундулун (бур. Хүндэлэн) — деревня в Аларском районе Иркутской области России. Входит в состав муниципального образования «Нельхай».

## География
Находится примерно в 21 км к юго-востоку от районного центра.
Состоит из 1-й улицы (Озёрная).

## Происхождение названия
Название происходит от бурятского хүндэлэн — «поперечный» (поперечная долина).

## История
На 1874 год улус Кундулунский, население составляло 20 жителей. К 1880 году постоянное население улуса увеличилось до 118 человек..

## Население
| 2002 | 2010 | 2011 | 2012 |
| ---- | ---- | ---- | ---- |
| 156  | ↘44  | →44  | ↘40  |

## Известные люди
В селе родился Трубачеев, Василий Ильич (1895-1938) — российский бурятский революционер, борец за установление Советской власти в Восточной Сибири, партийный деятель Бурят-Монгольского обкома ВКП (б).